# Wehha van East Anglia
Wehha (gestorven circa 571) was een zesde-eeuwse koning van East Anglia, mogelijk de eerste na de vereniging van Norfolk en Suffolk. Hij was de vader van  Wuffa van East Anglia, na wie de koninklijke familie de Wuffingen worden genoemd, en de overgrootvader van Rædwald van East Anglia, de meest waarschijnlijke kandidaat om begraven te zijn in het scheepsgraf in Sutton Hoo.  
Volgens zijn eigen genealogie was hij de zoon van Wilhelm, die de zoon was van Hryp, die de zoon was van Hroðmund, de zoon van Trygil, de zoon van Tyttman, de zoon van Caser, die de zoon was van Woden. Zeker de laatste twee, Caesar en Wodan, lijken eerder op legende dan op waarheid te berusten. 